# Bitwa nad Yser
Bitwa nad Yser – bitwa stoczona na froncie zachodnim I wojny światowej w październiku 1914 roku między miastami Nieuwpoort i Diksmuide, na 35-kilometrowym odcinku rzeki Yser i kanału Yperlee w Belgii. Linię frontu obsadzały liczne siły belgijskie, które powstrzymały niemieckie natarcie w kosztownej bitwie obronnej.
Obronne zwycięstwo nad Yser pozwoliło Belgom zachować niewielki skrawek swojego terytorium, w czasie gdy Niemcy kontrolowali 95% obszaru Belgii, co uczyniło króla Alberta belgijskim bohaterem narodowym i podtrzymało morale oraz wolę walki Belgów do zakończenia wojny i wyzwolenia Belgii w 1918 roku.

## Tło

### Niemiecka inwazja na Belgię
2 sierpnia 1914 roku rząd belgijski odmówił przejścia przez swoje terytorium wojskom niemieckim atakującym Francję, a w nocy z 3 na 4 sierpnia belgijski Sztab Generalny nakazał 3 Dywizji udać się do Liège, aby powstrzymać niemieckie natarcie. Armia niemiecka dokonała inwazji na Belgię rankiem 4 sierpnia. Osłaniana przez 3 Dywizję, garnizon twierdzy Liège, oddziały osłonowe Dywizji Kawalerii oraz oddziały z Liège i Namur, belgijska armia polowa zbliżyła się do rzeki Gete. Do 4 sierpnia 1 Dywizja zebrała się w Tienen, 5 Dywizja w Perwez, 2 Dywizja w Leuven, a 6 Dywizja w Wavre, osłaniając centralną i zachodnią Belgię oraz linie komunikacyjne w kierunku Antwerpii. Niemiecka kawaleria pojawiła się w Visé wczesnym rankiem 4 sierpnia, zastając miejscowy most wysadzony i widząc wojska belgijskie na zachodnim brzegu; Niemcy przekroczyli więc rzekę przez bród i zmusili Belgów do wycofania się w kierunku Liège. Wieczorem belgijskie naczelne dowództwo zrozumiało, że 3 Dywizja i garnizon w Liège znajdują się na drodze bardzo dużych sił inwazyjnych.
Po otrzymaniu informacji, że pięć niemieckich korpusów regularnych i sześć korpusów rezerwowych znajduje się w Belgii, a belgijska armia polowa nie otrzyma natychmiastowego wsparcia ze strony armii francuskiej ani Brytyjskiego Korpusu Ekspedycyjnego, wieczorem 18 sierpnia wojska belgijskie otrzymały rozkaz wycofania się w kierunku Reduty Narodowej, gdzie dotarły 20 sierpnia. W starciu między 1 Dywizją a niemieckim IX Korpusem w pobliżu Tienen Belgowie stracili 1630 żołnierzy. Belgijski rząd Charles’a de Broqueville’a opuścił Brukselę i udał się do Antwerpii, a stolica Belgii została zajęta bez oporu 20 sierpnia, gdy belgijska armia polowa zakończyła odwrót do Antwerpii. Niemieckie oblężenie Namur zakończyło się kapitulacją Belgów 24 sierpnia; tego samego dnia armia polowa przyprowadziła wypad z Antwerpii w kierunku Brukseli. Niemcy odłączyli od 1 Armii III Korpus Rezerwowy, aby osłonić miasto oraz dywizję IV Korpusu Rezerwowego, aby zająć Brukselę.

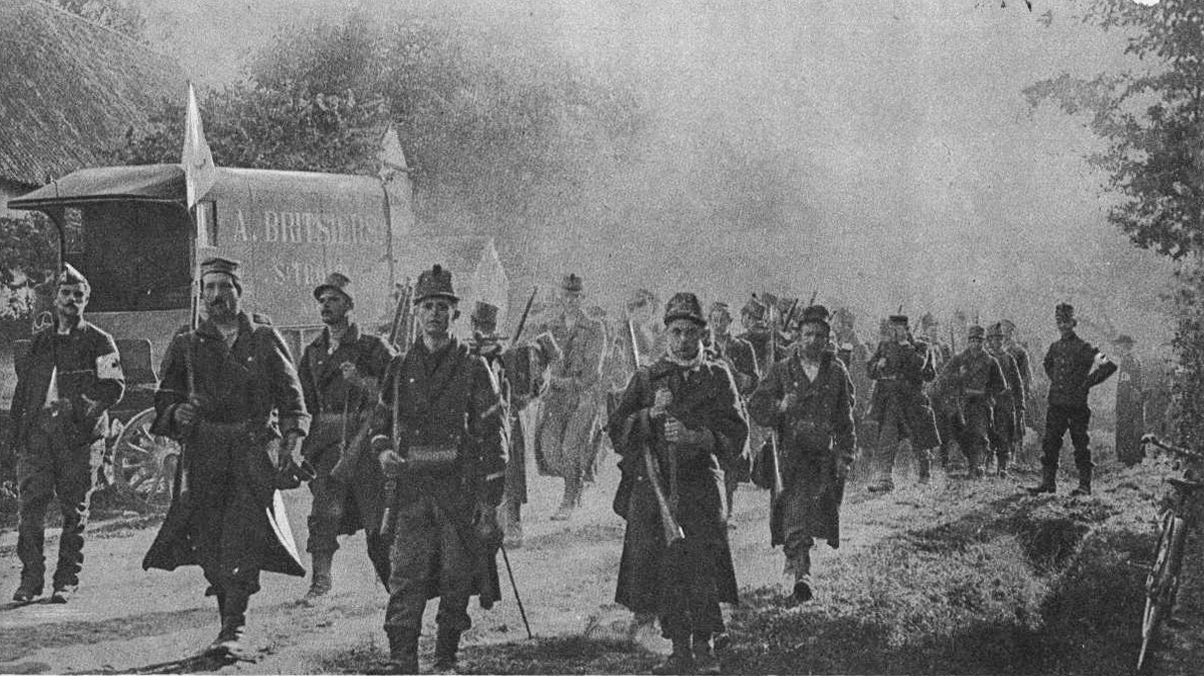
Belgijscy żołnierze podczas odwrotu do Antwerpii w sierpniu 1914 roku

1 października gen. Hans von Beseler wydał rozkaz ataku na antwerpskie forty Sint-Katelijne-Waver i Walem oraz reduty Bosbeek i Dorpveld, który został przeprowadzony przez 5 Dywizję Rezerwową i Dywizję Marinekops. Do godziny 11:00 fort Walem został poważnie uszkodzony, fort Lier został trafiony pociskiem kalibru 410 mm, fort Koningshooikt oraz reduty Tallabert i Bosbeek były w większości nienaruszone, natomiast obszar między fortem Sint-Katelijne-Waver a redutą Dorpveld został zajęty. Kontratak Belgów zakończył się niepowodzeniem, a 4 Dywizja została zredukowana do 4800 piechoty. Belgijscy dowódcy nakazali lewej flance armii wycofanie się na linię na północ od rzeki Nete, która osłaniała lukę w zewnętrznych umocnieniach i utrzymywała miasto poza zasięgiem niemieckiej superciężkiej artylerii oblężniczej. W ciągu dnia wywieszono obwieszczenia ostrzegające mieszkańców, że król Albert I i rząd belgijski opuszczają Antwerpię. Wczesnym rankiem 9 października wojska niemieckie zastały niektóre forty wewnętrznego pierścienia obrony puste; Beseler zakończył ostrzał i wezwał gubernatora wojskowego Antwerpii, gen. Victora Deguise’a, do poddania się. Około 30 000 żołnierzy garnizonu antwerpskiego poszło do niewoli, a miasto zostało zajęte przez wojska niemieckie. Około 33 000 żołnierzy (blisko 30% całkowitej siły belgijskich sił zbrojnych) uciekło na północ do neutralnej Holandii, gdzie zostali internowani do końca wojny.
Podczas oblężenia Antwerpii armie niemieckie i francuskie stoczyły bitwę graniczną (7 sierpnia – 13 września), po której Niemcy ścigali Francuzów i Brytyjczyków na południe, w głąb Francji, czego kulminacją była I bitwa nad Marną (5–12 września), a następnie I bitwa nad Aisne (13–28 września). Wzajemne próby armii francusko-brytyjskiej i niemieckiej okrążenia północnej flanki armii przeciwnika, tzw. „wyścig do morza”, miały miejsce w Pikardii, Artois i Flandrii (17 września – 19 października). „Wyścig” zakończył się na belgijskim wybrzeżu Morza Północnego, gdy ostatni otwarty obszar od Diksmuide do Morza Północnego został obsadzony przez wojska belgijskie wycofujące się z Antwerpii.

### Odwrót aliantów nad rzekę Yser

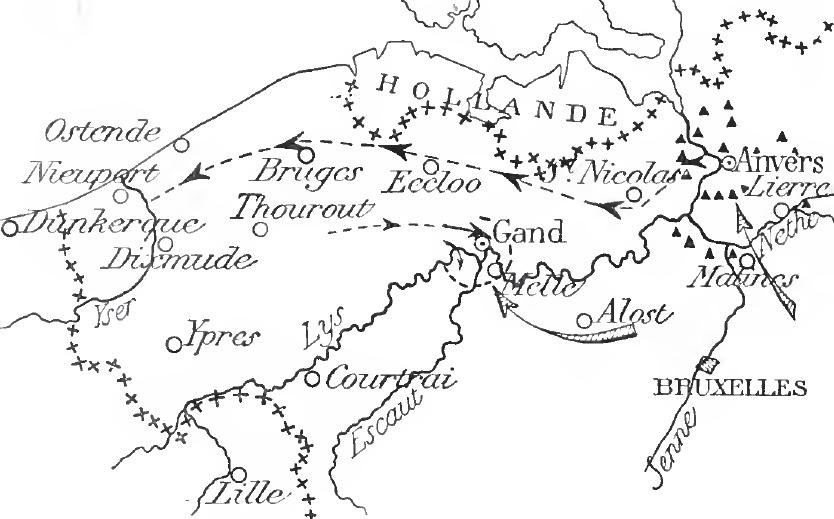
Upadek Antwerpii i odwrót aliantów, jesień 1914

Siły brytyjskie i francuskie w Belgii osłaniały wycofywanie się Belgów i Brytyjczyków z Antwerpii. 1., 3. i 4 Dywizja dotarły do Ostendy, 5. i 6 Dywizja do Torhout i Diksmuide, a wojska garnizonu antwerpskiego przesunęły się na obszar położony na północny zachód od Gandawy. Niemiecka 4 Dywizja Zapasowa i oddziały Landwehry z Lokeren i Moerbeke skierowały się na wschód w kierunku Gandawy, zanim jeszcze odwrót Belgów został wykryty. III Korpus Rezerwowy i 4 Dywizja Zapasowa otrzymały następnie rozkaz skierowania się na zachód i natarcia na Kortrijk, aby przedłużyć główny front niemiecki, po czym zostały wysłane w kierunku Gandawy i Brugii z rozkazem dotarcia do Blankenberge i Ostendy na wybrzeżu. 11 października wykryto niemieckie wojska nacierające na Gandawę, w tym czasie belgijskie wojska forteczne dołączyły do swojej armii polowej. Odwrót z Gandawy trwał od 15:00 do 22:00, po czym wojska niemieckie wkroczyły do miasta. Podczas wycofywania się z miasta zburzono kilka mostów, jednak tłumy cywilów na głównych mostach drogowych i kolejowych uniemożliwiły ich wysadzenie i przez to wpadły w ręce Niemców nienaruszone.

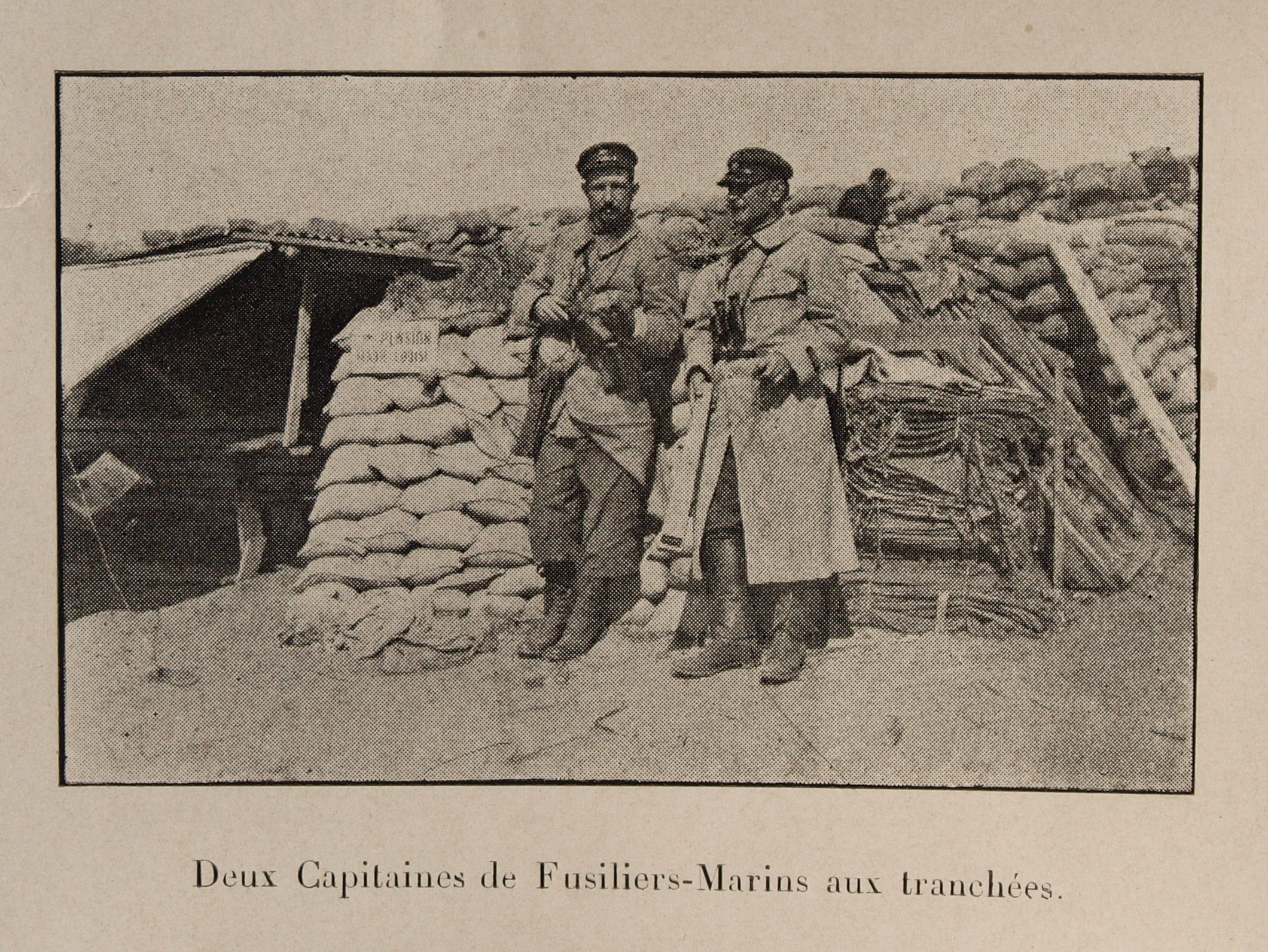
Oficerowie francuskich strzelców piechoty morskiej nad Yser

Do 18 października wojska belgijskie, brytyjskie i francuskie w północnej Francji i Belgii utworzyły nową linię obronną. Brytyjski II Korpus zgromadził się z 5 Dywizją na północ od kanału La Bassée do Beau Puits, 3 Dywizja z Illies do Aubers, a trzy dywizje francuskiego Korpusu Kawalerii (gen. Louis Conneau) zostały rozmieszczone pomiędzy Fromelles a Le Maisnil. Brytyjski III Korpus dysponował 6 Dywizją rozciągniętą od Radinghem do Epinette i 4 Dywizją stacjonującą na odcinku od Epinette do Pont Rouge, a brytyjski Korpus Kawalerii z 1. i 2 Dywizją Kawalerii od Deûlémont do Tenbrielen. Brytyjski IV Korpus z 7 Dywizją i 3 Dywizją Kawalerii zajmował pozycje od Zandvoorde do Oostnieuwkerke; francuska Grupa Bidon i Korpus Kawalerii de Mitry pokrywały teren od Roeselare do Kortemark; 87. i 89 Dywizja Terytorialna od Passchendaele do Boesinghe, a następnie belgijska armia polowa i oddziały forteczne stacjonowała od Boezinge do Nieuwpoort. Brygada strzelców piechoty morskiej (kadm. Pierre Alexis Ronarc'h) z sześcioma batalionami, złożonymi głównie z rezerwistów, licząca 6670 ludzi, w tym 1450 strzelców, zawierająca kompanię karabinów maszynowych (16 sztuk) i po cztery karabiny maszynowe w każdym batalionie piechoty została wysłana z Pierrefitte, niedaleko Paryża 7 października, a 18 października dotarła do Diksmuide.

### Krajobraz Flandrii

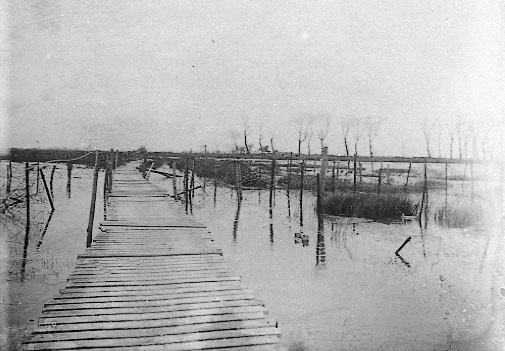
Efekty powodzi w Ramskapelle

Część północnej Francji i północnej Belgii, rozciągająca się od Pas-de-Calais do ujścia Skaldy, znana była od XI wieku jako Flandria. Na zachód od linii między Arras i Calais na północy Francji leżą kredowe niziny pokryte glebą wystarczającą do uprawy roli, a na wschód od tej linii teren opada w kierunku Równiny Flandryjskiej. W 1914 roku równinę ograniczały już sztuczne kanały łączące Douai, Béthune, Saint-Omer i Calais. Na południowym wschodzie kanały biegną między Lens, Lille, Roubaix i Kortrijk, rzeka Lys płynie z Kortrijk do Gandawy, a na północnym zachodzie znajduje się wybrzeże Morza Północnego. Równina jest prawie płaska, z wyjątkiem linii niskich wzgórz ciągnących się od Cassel na wschód do Mont des Cats, Mont Noir, Mont Rouge, Scherpenbergu i Kemmelbergu. Od Kemmel na północnym wschodzie rozciąga się niski grzbiet, opadający za miasto Ypres przez Wijtschate, Geluveld i Passchendaele, skręcając na północ, a następnie na północny zachód do Diksmuide, gdzie łączy się z równiną. Pas wybrzeża o szerokości około 16 km znajduje się blisko poziomu morza i otoczony jest wydmami. W głębi lądu teren jest głównie łąkowy, poprzecinany kanałami, wałami, rowami melioracyjnymi i drogami zbudowanymi na groblach. Lys, Yser i górna Skalda zostały skanalizowane, a między nimi poziom wód gruntowych jest bliski powierzchni, jesienią podnosi się jeszcze wyżej i wypełnia wszelkie zagłębienia, których zbocza następnie się zapadają. Powierzchnia gruntu szybko zamienia się w błoto, a na wybrzeżu ruch wojsk był ograniczony wyłącznie do dróg, z wyjątkiem okresów przymrozków, gdy grunt czasowo się stabilizował.
Pozostała część Równiny Flandryjskiej to lasy i niewielkie pola, rozdzielone żywopłotami obsadzonymi drzewami, uprawianymi przez mieszkańców małych wsi i gospodarstw. Teren był trudny dla działań piechoty ze względu na brak możliwości rozpoznania przeciwnika, niemal niemożliwy do prowadzenia działań kawalerii z powodu licznych przeszkód i trudny dla artylerii ze względu na ograniczoną widoczność. Na południe od kanału La Bassée, wokół Lens i Béthune, znajdował się okręg górniczy pełen hałd żużla, wież szybowych (fosses) i domków górników (corons). Na północ od kanału miasta Lille, Tourcoing i Roubaix tworzą kompleks przemysłowy, z zakładami w Armentières, Comines, Halluin i Menen, wzdłuż rzeki Lys i położonymi na uboczu zakładami przetwórstwa buraków cukrowych i produkcji alkoholu oraz hutą stali w pobliżu Aire-sur-la-Lys. Tereny między nimi są rolnicze, z szerokimi drogami na płytkim podłożu, nieutwardzonymi drogami błotnymi we Francji i wąskimi, brukowanymi drogami wzdłuż granicy oraz w Belgii. We Francji drogi zostały zamknięte przez lokalne władze, które podczas odwilży zabezpieczały nawierzchnię i odgradzały ją barierkami (barrières fermėes); w 1914 roku były one jednak zignorowane przez brytyjskich kierowców ciężarówek. Trudności w poruszaniu się po zakończeniu pory letniej pochłonęły znaczną część cywilnej siły roboczej przeznaczonej do pracy przy utrzymaniu dróg, pozostawiając budowę umocnień polowych wyczerpanym żołnierzom frontowym.

## Preludium

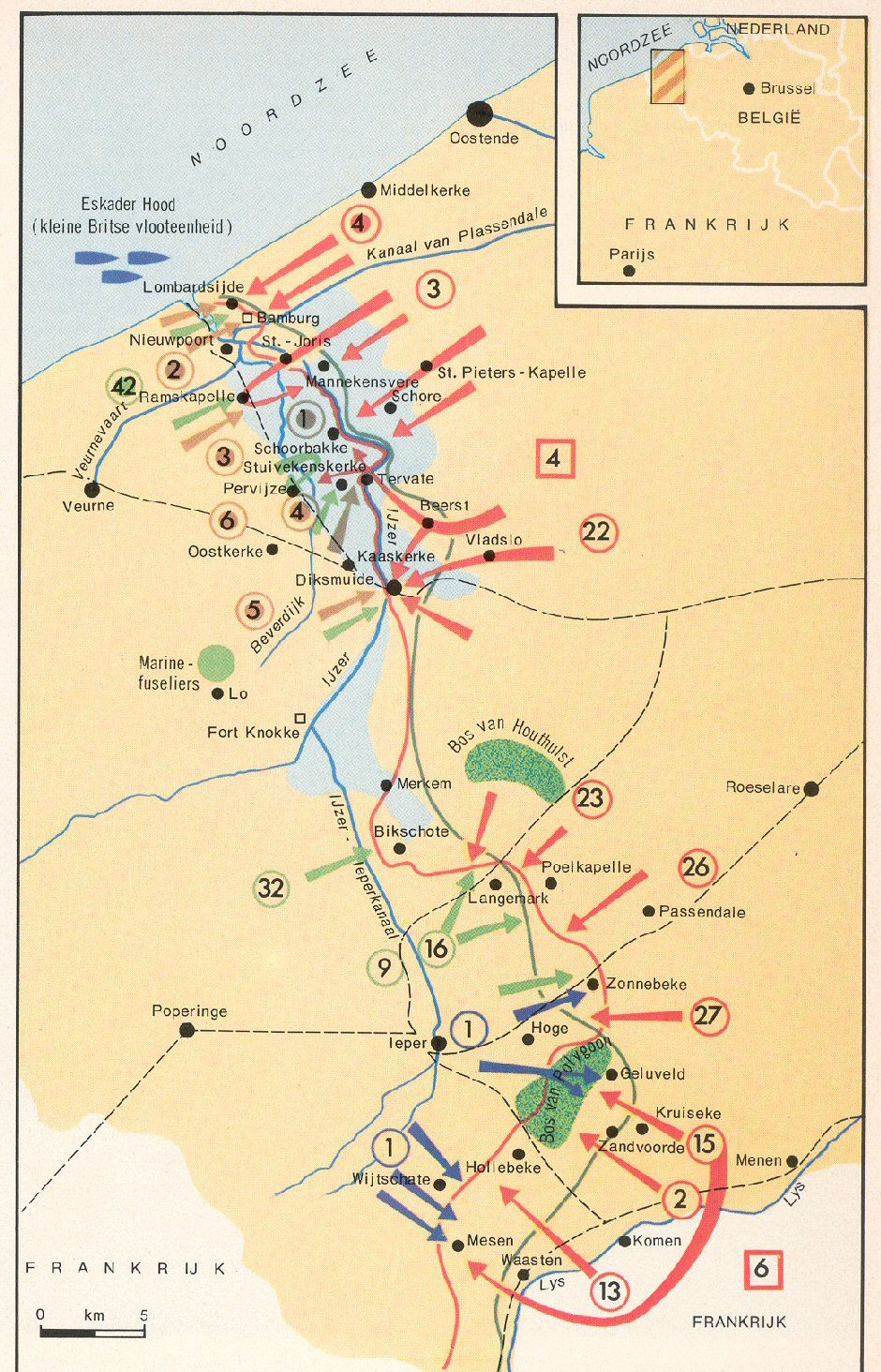
Działania wojskowe w Belgii, październik 1914

Belgijski odwrót 11 i 12 października był osłaniany przez kawalerię, cyklistów i sekcje karabinów maszynowych. 14 października armia belgijska rozpoczęła okopywanie się wzdłuż rzeki Yser. 6. i 5 Dywizja zajęła pozycje na północ od francuskich dywizji terytorialnych zgromadzonych w Boezinge, a następnie na północ wzdłuż kanału Yser do francuskich strzelców piechoty morskiej w Diksmuide. 4., 1. i 2 Dywizja przedłużyły linię frontu na północ, z wysuniętymi posterunkami w Beerst, Keiem, Schoore i Mannekensvere, około 2 km dalej na wschodnim brzegu. Utrzymano również przyczółek w pobliżu wybrzeża wokół Lombardzyde i Westende, aby osłonić Nieuwpoort, z 2 Dywizją Kawalerii w rezerwie. 18 października francuska 87. i 89 Dywizja Terytorialna przejęła obronę odcinka na południe od fortu Knokke od 6 Dywizji, która została przeniesiona na front Yser. 21 października armia belgijska została wzmocniona przez francuską 42 Dywizję pod dowództwem gen. mjr. Paula François Grossettiego).
Alianci zgromadzili także siły morskie pod dowództwem brytyjskiego adm. Horace’a Hooda, z trzema monitorami: „Severn”, „Humber” i „Mersey” oraz różnymi innymi jednostkami, aby zapewnić obrońcom wsparcie artylerii okrętowej od strony morza. Siły niemieckie składały się z nowej 4 Armii (pod dowództwem księcia Albrechta Wirtemberskiego), III Korpusu Rezerwowego z Antwerpii i czterech nowych korpusów rezerwowych z Niemiec, a także kawalerii i jednostek ciężkiej artylerii. Armia przemieszczała się na południe z Brugii i Ostendy w kierunku rzeki Yser, aby objąć linię frontu od Nieuwpoort do Ypres.

## Bitwa

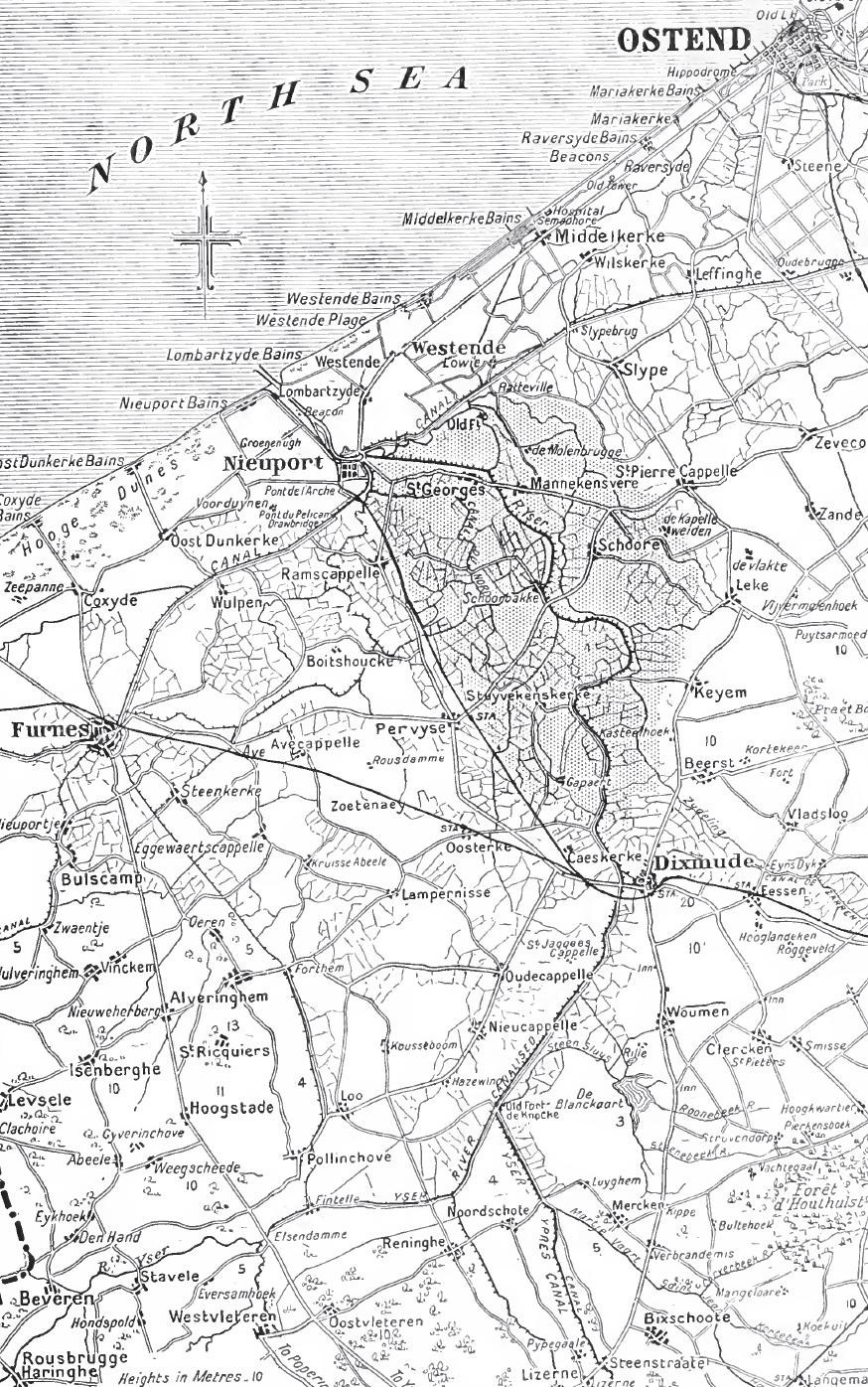
Wylanie Yser, 1914

16 października Diksmuide, obsadzone przez wojska belgijskie i francuskie (pod dowództwem płk. Alphonse’a Jacquesa), zostało zaatakowane. Pomimo licznych ofiar, Belgowie i Francuzi utrzymali miasto. Prasa, politycy, literaci i wojsko manipulowali opinią publiczną, kreując obronę miasta na heroiczną i strategicznie ważną, choć w rzeczywistości bitwa miała głównie znaczenie taktyczne i symboliczne.
18 października rozpoczęła się niemiecka ofensywa, która rozgromiła wojska alianckie od Nieuwpoort do Arras. Celem atakujących było pokonanie armii belgijskiej i francuskiej oraz uniemożliwienie Brytyjczykom dostępu do Calais, Boulogne i Dunkierki. III Korpus Rezerwowy zaatakował belgijskie umocnienia od Diksmuide aż do morza, nie zważając na straty własne. Niemcy zdobyli wysunięte pozycje w Keiem, Schoore i części Mannekensvere oraz dotarli nad Yser, pomimo ostrzału floty angielsko-francuskiej, która zaatakowała wojska niemieckie wzdłuż wybrzeża aż do Middelkerke. 4 Dywizja Zastępcza nie zdołała przeprawiać się przez Yser w Nieuwpoort z powodu ostrzału artylerii okrętów alianckich.
21 października Niemcy utworzyli niewielki przyczółek na zachodnim brzegu, pomimo kontrataku francuskiej 42 Dywizji, która właśnie przybyła na front, a ostatni most został wysadzony 23 października. Diksmuide było stale bombardowane i atakowane, lecz obrońcom udało się utrzymać pozycję. Francuski Sztab Generalny planował zalać teren, aby utrudnić Niemcom marsz, co uwięziłoby armię belgijską między powodzią a Niemcami lub zmusiłoby ją do opuszczenia ostatniego nieokupowanego fragmentu Belgii. Plan został odłożony, ponieważ armia belgijska w tym czasie przygotowywała się do zalania obszaru między rzeką Yser a jej kanałami dopływowymi.
25 października nacisk Niemców na Belgów był tak duży, że podjęto decyzję o zalaniu obszarów w belgijskiej części linii frontu. Po nieudanej próbie 21 października Belgowie ostatecznie zdołali otworzyć śluzy w Nieuwpoort w nocy z 26 na 30 października, podczas przypływu, stopniowo podnosząc poziom wody aż do utworzenia nieprzejezdnego, zalanego obszaru o szerokości około 1,6 km, rozciągającego się na południe aż do Diksmuide.
Niemcy ponownie zaatakowali na froncie Yser 30 października, przełamując belgijską drugą linię i docierając do Ramskapelle oraz Pervijze. Belgijskie i francuskie kontrataki odbiły Ramskapelle, a ostateczny atak, zaplanowany na następny dzień, został odwołany, gdy Niemcy zdali sobie sprawę, że teren za nimi jest zalewany, wskutek czego wycofali się w nocy z 30 na 31 października. 10 listopada Diksmuide padło, a walki toczyły się dalej na południe do 22 listopada, w ramach I bitwy pod Ypres.

## Następstwa

### Analiza
Armii belgijskiej i jej sojusznikom udało się utrzymać ostatni nieokupowany skrawek terytorium Belgii, kończąc „wyścig do morza” i okres wojny manewrowej na froncie zachodnim. Linia frontu wzdłuż rzeki Yser była utrzymywana przez Belgów aż do końca wojny w 1918 roku. Walka armii belgijskiej o utrzymanie terytorium przez resztę wojny oraz doświadczenia zwykłych flamandzkich piechurów doprowadziły też do wzrostu świadomości narodowej i nastrojów nacjonalistycznych wśród Flamandów oraz powstania Frontbeweging, pierwszej partii flamandzkiego ruchu narodowego, w 1917 roku.

### Straty
Brytyjski oficjalny historyk James Edmonds napisał w 1925 roku w drugim monografii History of the Great War, że od 18 października do 30 listopada 1914 roku między Geluveld a wybrzeżem Niemcy ponieśli szacunkowo 76 250 ofiar. W 2010 roku Jack Sheldon napisał, że od 18 do 30 października armia belgijska straciła 20 000 żołnierzy, a straty niemieckie mogły być znacznie wyższe.